# Andryala webbii
Andryala webbii es una planta herbácea de la familia Asteraceae, originaria de las Islas Canarias.

## Descripción
Andryala webbii es un endemismo de La Palma y ¿La Gomera?. Dentro del género en las islas, se diferencia por sus hojas  casi enteras y flores de color amarillo pálido. 

## Taxonomía
Andryala webbii fue descrita por Sch.Bip. ex Christ y publicado en Hist. Nat. Iles Canaries (Phytogr.). iii. 417.
Etimología
Andryala: derivación dudosa. Quizás procede del griego aner, andros que significa "macho" e hyalos, que significa "cristal".
webbii: especie dedicada a Philip Barker Webb (1793-1854), naturalista inglés coautor de la "Historia Natural de las Islas Canarias".

## Nombre común
Se conoce como "espirradera".